# 披衣菌感染
披衣菌感染（英語：chlamydia infection）是由砂眼衣原體（Chlamydia trachomatis）造成的性傳染病，大部份的人沒有症狀，若有症狀，會在感染後數週就會出現。女性的症狀包括陰道分泌物或排尿疼痛，男性的症狀包括陰莖分泌物、排尿疼痛或是附睾炎。女性的披衣菌感染可能擴散到上生殖腔，造成骨盆腔發炎，導致不孕或是異位妊娠。若眼部反覆感染，又沒有治療，可能會導致沙眼，開發中國家最常見的失明原因。
披衣菌會透過陰道性行為、肛交、口交傳播，若產婦帶有披衣菌，在分娩時也會傳染給嬰兒。若是在衛生條件較差的地區，眼部的感染也可能是因為個人接觸、蒼蠅或是受污染的毛巾所造成。砂眼衣原體感染只會發生在人類身上。診斷一般會透過疾病篩檢進行，若是二十五歲以下，經常有性行為的女性、其他高危險群的女性建議每年要進行篩檢，而第一次產前檢查時也會進行。檢查可以透過尿液或是子宮頸、陰道或是尿道的拭子來測試，若有感染，需要再配合直腸或是口腔拭子來確認。
預防方式包括禁慾、使用保險套、只和沒有感染披衣菌的單一性伴侶進行性行為。披衣菌感染可以用阿奇霉素或是多西环素等抗细菌药治療，若針對嬰兒或是孕婦，建議用红霉素或是阿奇霉素治療。病患的性伴侶也需要接受治療，而且建議七天內不要進行性行為，到症狀消失後才進行性行為。受感染者也需要檢查是否有罹患淋病、梅毒或人類免疫缺乏病毒。在治療後的三個月需再接受檢查。
披衣菌是全球常見的性傳染疾病之一，約有4.2%的女性及2.7%男性感染。2015年全球就有6100萬個新病例。美國在2014年就有1400萬人感染披衣菌。最容易感染的年齡在15歲到25歲之間，女性比男性容易受感染。2015年有200人因為感染披衣菌而死亡。披衣菌的英文chlamydia源自希臘文chlamydia（披風）。

## 外部連結
- 中的“披衣菌感染”
- Chlamydia Fact Sheet （页面存档备份，存于） from the CDC
- Links to chlamydia pictures （页面存档备份，存于） at University of Iowa
- 衞生防護中心 - 男性常見疾病 - 衣原體 （页面存档备份，存于）